# Paws of the Bear
Pour plus de détails, voir Fiche technique et Distribution.
Paws of the Bear est un film américain sorti en 1917, réalisé par Reginald Barker et mettant en vedette William Desmond, Clara Williams et Robert McKim,,,.

## Fiche technique
- Réalisation : Reginald Barker
- Scénario :  J. G. Hawks

## Distribution
- William Desmond : Ray Bourke
- Clara Williams : Olga Raminoff
- Robert McKim : Boris Drakoff
- Wallace Worsley : Curt Schrieber
- Charles K. French : Général von Mittendorf

## Préservation
Il s'agit d’un film perdu car aucune copie n’a survécu.